# Kamence (Rogaška Slatina, Slovenija)
Kamence je naselje u slovenskoj Općini Rogaškoj Slatini. Kamence se nalazi u pokrajini Štajerskoj i statističkoj regiji Savinjskoj. 

## Stanovništvo
Prema popisu stanovništva iz 2002. godine naselje je imalo 99 stanovnika.